# Dogninades jactatalis
Dogninades jactatalis är en fjärilsart som beskrevs av Walker 1858. Dogninades jactatalis ingår i släktet Dogninades och familjen nattflyn. Inga underarter finns listade i Catalogue of Life.